# Завитневич, Владимир Зенонович
Владимир Зенонович Завитневич (бел. Уладзімір Зянонавіч Завітневіч, 2 апреля1853, село Литвяны, Минские уезд и губерния, ныне Узденский сельсовет Узденского района Минской области, Белоруссия — 18 февраля 1927, Киев) — российский историк, археолог, магистр богословия, доктор церковной истории, профессор.

## Биография
Родился в семье священника, потомственного дворянина с 1894 года.
Окончил Минское духовное училище в 1870 году, Минскую духовную семинарию в 1875 году, Санкт-Петербургскую духовную академию со степенью кандидат богословия в 1879 году.
С 1879 года преподаватель арифметики и географии в Варшавском духовном училище и русской литературы в реальном училище Панкевича. В варшавских архивах обнаружил документы о неоднозначной роли Церкви и религии в формировании государства, исследовал политические события, предшествовавшие заключению Брестской унии. С 1883 года магистр богословия.
С 1884 года доцент по кафедре русской гражданской истории Киевской духовной академии (КДА), член совета и секретарь Общества Нестора летописца, член (1885) и помощник секретаря (1888–1908) Церковно-археологического общества при КДА, организатор многочисленных археологических экспедиций и раскопок (1885–1893), преподаватель, затем профессор истории в Киевском институте благородных девиц (1890–1914), участник Археологических съездов (1893–1908), член обществ: Истории и древностей российских при Московском университете, Московского археологического (1890), Славянского благотворительного, Военно-исторического, Охраны памятников старины в Киеве (председатель в 1917–1919 гг.), Религиозно-просветительного, Распространения образования в народе, Голубиного спорта, Любителей природы (все в Киеве).
В 1885-1893 годах организатор многочисленных археологических экспедиций и раскопок, в т. ч. славянских памятников в бассейнах рек Припять, Днепр, Неман, Сула, Березина, около 700 курганов на 82 курганных могильниках и городище дреговичей. Определил границы расселения дреговичей. Все археологические находки жертвовал музеям, в первую очередь, Церковно-историческому и археологическому при КДА.
Экстраординарный (1899), ординарный (1904), заслуженный (1909) и сверхштатный (1910) профессор КДА, член Совета (1901) и инспектор (1907–1908) КДА, статский советник (1901), доктор церковной истории (1902), дважды лауреат Макариевской премии, издатель газеты «Голос Русской земли» (1905), член Предсоборного присутствия и Комиссии для разбора древних актов при киевском генерал-губернаторе, учредитель Киевских женских литературно-исторических общеобразовательных курсов (1906), товарищ председателя секции птицеводства и голубеводства Киевского общества любителей природы, 1-й заместитель председателя Русского общества голубиного спорта (1907), один из учредителей (1908) и член Совета Киевского религиозно-философского общества, действительный статский советник, преподаватель русской истории на Вечерних высших женских курсах А. В. Жекулиной (1910), почетный член КДА, вышел из штата КДА после конфликта с епископом Антонием (Храповицким), но продолжил читать лекции безвозмездно (1912), член редакций журналов «Христианская мысль» и «Церковно-общественная мысль» (1916–1917), работал в I, II, III и VIII отделах Предсоборного совета, возобновлен в штате КДА (1917).
В 1917 году член Поместного Собора Православной Российской Церкви, участвовал в 1-й сессии, член I, II, III, VI, XII отделов.
В 1918 г. член Ученого комитета при Министерстве исповеданий Украинской Державы, председатель научной комиссии по выработке программ изучения истории Украинской Церкви, преподаватель на курсах белоруссистики для членов Белорусской военной организации в Киеве. С 1919 г. внештатный сотрудник Всеукраинской АН.
Автор более 100 печатных работ. Считал, что «основной стихией церковной жизни является свобода», соответственно, восстановление соборности не может быть осуществлено без обретения ещё одного важного основания церковной жизни — личностности, которая должна быть признана Церковью «без её относительного достоинства».
Скончался после инсульта, похоронен на Щекавицком кладбище в Киеве (не сохранилось).

## Награды
Был награждён орденами Св. Станислава 3-й степени (1888) и Св. Анны 3-й степени (1892).